# Erwin Kuffer
Erwin Kuffer (ur. 16 września 1943 w Luksemburgu) – luksemburski piłkarz występujący na pozycji obrońcy. W trakcie swojej kariery reprezentował barwy takich klubów jak Red Boys Differdange, Olympique Lyon i Standard Liège. Był także graczem reprezentacji Luksemburga, dla której rozegrał 18 spotkań.

## Sukcesy
- Puchar Francji: 1966/67[2]